# Elecciones al Parlamento de Navarra de 1979
Las elecciones al Parlamento Foral de Navarra de 1979 se celebraron el 3 de abril de 1979. Con un censo de 365 080 electores, los votantes fueron 258 330 (70,76 %) y 106 749 las abstenciones (29,24 %). Se eligieron 70 parlamentarios. Estas fueron las elecciones al Parlamento Foral de Navarra, tras las cuales en 1982 se aprobó el Amejoramiento de Navarra.

## Sistema electoral
El Real Decreto 121/1979 estableció el funcionamiento del sistema electoral para las primeras elecciones al Parlamento de Navarra. Este sistema fue pactado por Amadeo Marco, vicepresidente de la Diputación Foral de Navarra con el presidente del Gobierno de España, Adolfo Suárez, y el Ministro del Interior, Rodolfo Martín Villa. Los parlamentarios se eligieron mediante sufragio universal, directo y secreto. El Parlamento Foral de Navarra se compuso de 70 parlamentarios.
Para las elecciones al Parlamento Foral de Navarra se emplearon seis circunscripciones electorales: una por cada merindad (Tudela, Estella, Olite y Sangüesa) excepto por la merindad de Pamplona que se dividió en dos circunscripciones: una para la ciudad de Pamplona y otra para el resto de la merindad. A cada circunscripción electoral le correspondían un mínimo de cinco parlamentarios. Los 40 parlamentarios restantes se repartieron de forma proporcional a la población de cada circunscripción. Así, el reparto fue el siguiente: 10 en Estella, 9 en Olite, 18 en Pamplona ciudad, 13 en Pamplona resto, 9 en Sangüesa y 11 en Tudela.
Los seis candidatos más votados en cada circunscripción y los dos con mayor respaldo en Tudela fueron los nuevos diputados forales y los encargados de designar al nuevo presidente de la Diputación o Gobierno de Navarra. Este sistema electoral no se ha vuelto a utilizar nunca en las elecciones navarras.

## Resultados
|  | 26,69 % |

|  | 18,94 % |

|  | 15,99 % |

|  | 11,08 % |

|  | 6,78 % |

|  | 5,04 % |

|  | 4,77 % |

|  | 2,91 % |

|  | 2,44 % |

|  | 1,46 % |

|  | 1,46 % |

|  | 1,24 % |

|  | 0,78 % |

|  | 98,68 % |

|  | 1,32 % |

|  | 0,41 % |

|  | 70,76 % |

|  | 29,24 % |

## Resultados por circunscripción
En negrita se resaltan los candidatos que fueron elegidos miembros de la Diputación Foral de Navarra.

### Merindad de Estella
Los resultados de la Merindad de Estella fueron los siguientes:
|  | 30,53 % |

|  | 18,98 % |

|  | 18,34 % |

|  | 17,62 % |

|  | 7,87 % |

|  | 3,87 % |

|  | 2,11 % |

|  | 98,78 % |

|  | 1,21 % |

|  | 0,68 % |

|  | 74,87 % |

|  | 25,13 % |

### Pamplona (Capital)
Los resultados en la ciudad de Pamplona fueron los siguientes:
|  | 24,57 % |

|  | 22,39 % |

|  | 17,27 % |

|  | 15,26 % |

|  | 7,78 % |

|  | 4,74 % |

|  | 3,60 % |

|  | 2,52 % |

|  | 1,63 % |

|  | 98,77 % |

|  | 1,23 % |

|  | 0,26 % |

|  | 65,54 % |

|  | 34,46 % |

### Pamplona (Resto)
Los resultados en el resto de la merindad de Pamplona fueron los siguientes:
|  | 23,71 % |

|  | 22,10 % |

|  | 14,99 % |

|  | 14,99 % |

|  | 13,30 % |

|  | 4,74 % |

|  | 3,03 % |

|  | 2,22 % |

|  | 0,47 % |

|  | 97,97 % |

|  | 2,03 % |

|  | 0,45 % |

|  | 68,50 % |

|  | 31,50 % |

### Sangüesa
Los resultados en la merindad de Sangüesa fueron los siguientes:
|  | 23,50 % |

|  | 21,29 % |

|  | 17,63 % |

|  | 14,72 % |

|  | 11,26 % |

|  | 5,27 % |

|  | 3,76 % |

|  | 1,81 % |

|  | 0,46 % |

|  | 98,67 % |

|  | 1,33 % |

|  | 0,30 % |

|  | 70,56 % |

|  | 29,44 % |

### Olite
Los resultados en la merindad de Olite fueron los siguientes:
|  | 32,42 % |

|  | 20,78 % |

|  | 19,14 % |

|  | 17,35 % |

|  | 5,05 % |

|  | 2,90 % |

|  | 1,98 % |

|  | 98,85 % |

|  | 1,15 % |

|  | 0,37 % |

|  | 79,10 % |

|  | 20,90 % |

### Tudela
Los resultados en la merindad de Tudela fueron los siguientes:
|  | 31,76 % |

|  | 31,54 % |

|  | 14,11 % |

|  | 8,17 % |

|  | 6,45 % |

|  | 3,90 % |

|  | 3,59 % |

|  | 99,13 % |

|  | 0,87 % |

|  | 0,48 % |

|  | 76,16 % |

|  | 23,84 % |

## Diputación Foral
La Diputación Foral de Navarra que se conformó tras estas elecciones estuvo formada por siete diputados generales (4 de UCD, 1 del PSOE, 1 de HB y 1 de Orhi Mendi, agrupación electoral de la merindad de Sangüesa), presidida por Jaime Ignacio del Burgo (UCD).  Este reparto se realizó a partir de los ganadores en cada uno de los distritos. Del Burgo más tarde se vio implicado en un caso de corrupción y fue destituido y sustituido por Juan Manuel Arza, también de UCD. Finalmente, Del Burgo fue restituido en el cargo por el Tribunal Supremo.
| Pamplona (ciudad) | Jaime Ignacio del Burgo  | UCD        |
| Pamplona (resto)  | Ángel García de Dios     | HB         |
| Estella           | Juan Manuel Arza         | UCD        |
| Aoiz (Sangüesa)   | Jesús Bueno Asín         | Orhi Mendi |
| Tafalla (Olite)   | Pedro Sánchez de Muniáin | UCD        |
| Tudela            | Ángel Lasunción          | UCD        |
| Tudela            | Jesús Malón              | PSOE       |